# Maria Teresa Giménez i Morell
Maria Teresa Giménez i Morell (Barcelona, 1928 - 2021) era una pedagoga musical i directora de cant coral catalana, autora de nombrosos llibres de pedagogia musical i guies per a mestres. El 1966 fou una de les fundadores del Cor Llevant de Barcelona, que dirigí fins al 2013, i ha estat professora de Didàctica d'Expressió Musical a la Universitat Autònoma de Barcelona. El 2008 va rebre el guardó Felip Pedrell de l'Associació Musical de Mestres i Directors, i el Premi d'Actuació Cívica de la Fundació Lluís Carulla per la promoció i difusió del cant coral. L'any 2009 va rebre la Creu de Sant Jordi.
Se la considera una figura cabdal per l'impuls del cant coral infantil als Països Catalans, amb el cor infantil de la Coral Sant Jordi anomenat "l'Espurna" (del que en va ser la directora molts anys), cor que va fundar l'any 1966, quan la música a les escoles era pràcticament inexistent, i encara menys en català.
Als 87 anys encara dirigia la Coral Mata de Jonc, formada per pares dels antics cantaires de les corals Esquitx i Espurna.

## Obres
- La música en la escuela (1984)
- Música, plástica y psicomotricidad : ciclo inicial : recursos para el maestro (1983)